# Слободне асоцијације
Tехника слободних асоцијација заснива се на подстицању клијента да током терапије износи „све што му падне напамет” у контексту теме разговора или задатих речи. Овакав поступак омогућава анализу несвесних стремљења клијента и може бити важно помоћно средство у склопу осталих метода. Постоји и посебан Јунгов тест асоцијација заснован на анализи асоцијација појединих „критичних” речи које су повезане са проблемом клијента.